# Mindy Mejia
Mindy Mejia (geb. in Minnesota, USA) ist eine US-amerikanische Schriftstellerin.

## Leben
Mindy Mejia wuchs in einem Vorort der Twin Cities auf. Sie erhielt einen BA von der University of Minnesota. Den Master of Fine Arts erlangte sie an der Hamline University. Abgesehen von kürzeren Aufenthalten in Iowa City und Galway bildete Minnesota den Mittelpunkt ihres persönlichen und beruflichen Lebens. Parallel zu ihrer Tätigkeit als Schriftstellerin arbeitet Mejia als leitende Finanzbeamtin (Certified Public Accountant (CPA)).

## Literarische Tätigkeit
Mindy Mejias Literatur ist im Bereich Belletristik anzusiedeln. Sie hat sich vor allem auf Romane fokussiert. Ihr Debüt hatte sie mit dem Roman „The Dragon Keeper“. Ihr zweiter Roman, „Everything You Want Me to Be“ erhielt mehrere Auszeichnungen; er wurde 2017 von Emily Bestler Books veröffentlicht und 2018 unter dem Titel.„Warum sie sterben musste“ als deutsche Übersetzung vom Goldmann Verlag herausgegeben.
Bisweilen schreibt Mejia auch Kurzgeschichten, die in „rock, paper, scissors“; „Things Japanese: An Anthology of Short Stories“; and „THIS Literary Magazine“ veröffentlicht wurden.

## Preise
Der Roman „Everything You Want Me to Be“ wurde vom People-Magazin in der Kategorie „Best New Books Pick“gelistet. Das Wall Street Journal erwählte ihn zu einem der „Best New Mysteries“.

## Werke
- The Dragon Keeper, Ashland Creek Press, 2012. ISBN 978-1-61822-013-4
- Strike Me Down, Atria/Emily Bestler Books, April 2020. ISBN 978-1-9821-3324-5
- Warum sie sterben musste. Deutsch von Jörn Ingwersen. Deutsche Erstveröffentlichung Goldmann Verlag, München. 2018. ISBN 978-3-442-48417-1 (Original: Everything You Want Me to Be, Emily Bestler Books, 2017.)
- Leave no trace, Atria/Emily Bestler Books, Juli 2019. ISBN 978-1-5011-7737-8
- To catch a storm, Atlantic Monthly Press, 1. August 2023. ISBN 978-0-8021-6200-7